# Caudados
Os caudados (clado Caudata) são um grupo de anfíbios que inclui os urodelos e as espécies extintas mais próximas das salamandras do que dos anuros. Os animais deste grupo mantêm a cauda durante toda a vida. Os mais antigos gêneros conhecidos deste grupo são Kokartus e Marmorerpeton, que viveram no período Jurássico, há cerca de 167 milhões de anos.